# Torsten Thrän
Torsten Thrän (* 21. Dezember 1977) ist ein früherer deutscher Biathlet.
Torsten Thrän nahm 1997 mit großem Erfolg an den Juniorenweltmeisterschaften in Forni Avoltri teil. Im Einzel verpasste er als Viertplatzierter noch die Top Ten, im Sprint wurde er hinter Jay Hakkinen aus den USA Vizeweltmeister. In der Staffel wurde er mit Karsten Kapinos, Alexander Wolf und Jörn Wollschläger Weltmeister. Zudem gewann er mit Norman Köhler, Wollschläger und Kapinos die Bronzemedaille im Mannschaftsrennen. Höhepunkt der Saison 2000/01 wurden die Militär-Skiweltmeisterschaften 2001 in Jericho, bei denen er den 36. Platz im Sprint belegte. In der Saison 2001/02 nahm er mehrfach vor allem in Staffeln sehr erfolgreich an Rennen des Biathlon-Europacups teil. Mit Gunar Bretschneider, Daniel Graf und Andreas Stitzl wurde er in Jablonec nad Nisou Staffeldritter und kam dabei als Schlussläufer zum Einsatz. Eine Woche später gewann Thrän in  Jáchymov an der Seite von René Gerth, Carsten Heymann und Stitzl das Staffelrennen. Schon 1997/98 war er Zehnter, Biathlon-Europacup 2000/2001 Sechster der Gesamtwertung im Europacup. Nach seiner aktiven Karriere wurde Thrän Skitechniker und betreut in dieser Position unter anderem Christoph Stephan.